# Toulon (Nevada)
Pour les articles homonymes, voir Toulon (homonymie).
Toulon est une ville fantôme du comté de Pershing dans l'État du Nevada aux États-unis.